# Gaston megye
Gaston megye az Amerikai Egyesült Államokban, azon belül Észak-Karolina államban található. Megyeszékhelye és legnagyobb városa Gastonia. Lakosainak száma 227 943 fő (2020. április 1.). Gaston megye Lincoln, York, Mecklenburg és Cleveland megyékkel határos.

## Népesség
A megye népességének változása:
| Lakosok száma | 206 117 | 206 890 | 208 005 | 209 420 | 213 442 | 227 943 |
|               | 2010    | 2011    | 2012    | 2013    | 2015    | 2020    |